# 티몰레온
티몰레온(Τιμολέων,411–337 BCE)은 고대 코린토스의 티모데무스의 아들로 그리스 정치가이자 장군이었다. 카르타고에 대한 그리스의 영웅으로, 그는 시켈리아, 특히 시라쿠사의 역사와 밀접하게 연결되었다.

## 어린 시절
그의 형제 티모파네스는 전투에서 그에 의해 목숨을 구하였는데 코린토스의 아크로폴리스를 소유하였다. 그리고 스스로 도시의 주인이 되었다. 티몰레온은 무효한 저항후에 묵인한 반면 그를 따르던 친구들은 티모파네스를 죽였다. 공적인 의견이 그의 행위가 애국적이라고 승인하였다. 그러나 그의 어머니의 저주와 그의 친척의 분개는 그를 20년간의 은퇴로 몰아갔다.

## 시칠리아에서

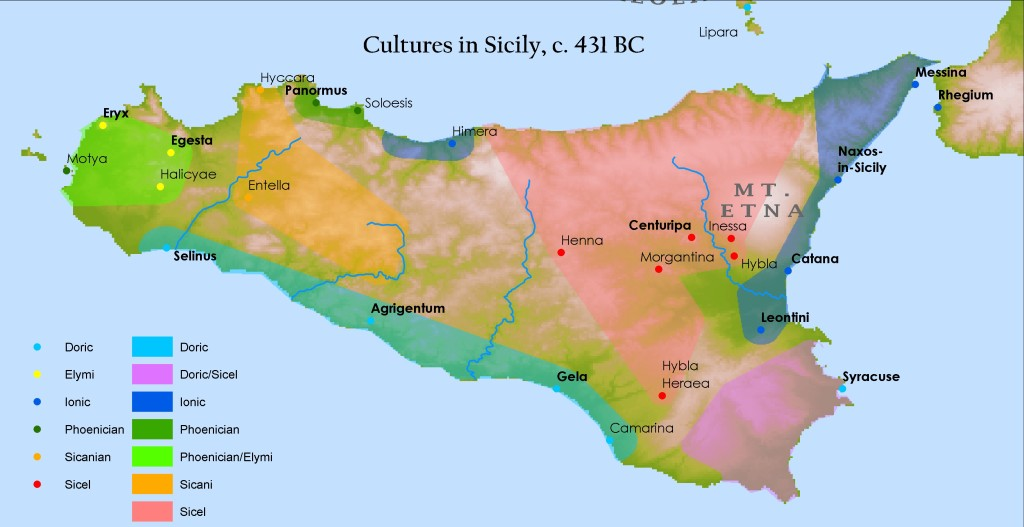
기원전 431년의 시칠리아

시라쿠사의 정치적인 문제와 스파르타의 위협때문에 시라쿠사인들의 일단이 코린토스의 도움을 청하였는데 그 때가 기원전 344년이었다. 코린토스는 도움을 거절할 수가 없었지만 주요 시민들은 인위적이고 혼란한 시라쿠사의 정착 정부를 세우려는 시도의 책임을 사퇴하였다. 티몰레온은 대중 단체에 의해 무기명 투표로 임무를 수행하도록 선택되었다. 그리하여 코린토스의 약간의 지도자급 시민들과 소규모의 그리스 용병부대와 함께 시칠리로 항해를 출발하였다.
그는 카르타고 선단을 피하여 타우로메니움(현재의 타오르미나)에 상륙하였다. 그곳에서 친근한 환대를 받았다.
이때에 시라큐사의 히케타스는 레온티니의 독재관으로 오르티기아 섬을 제외한 사라쿠사의 제왕이었다. 그곳은 디오니시우스 2세가 독재관으로 장악하고 있었다.
히케테스는 내륙의 도시, 아드라눔에서 패하였고 그리고 사라쿠사로 밀렸다. 기원전 343년 디오니시우스는 코린토스로 안전한 이동의 조건으로 오르티기아를 항복시켰다. 히케타스는 이제 카르타고로부터 6만명의 지원을 받았다. 그러나 부진은 상호 의심을 일으켰다. 카르타고인들은 히케타스를 포기하였는데 그는 레온티니에 포위되었다. 그리고 항복하도록 억압되었다. 그리하여 티몰레온은 시라쿠사의 제왕이 되었다.
그는 즉시 재건의 작업을 시작하였고 모도시와 그리스에서의 새로운 정착자를 데려오고 디오클레스의 민주 법에 기초한 대중적인 정부를 세웠다. 성은 파괴되었고 정의의 법정이 그곳에 그곳에 들어섰다. 앰피폴로스(쌍창) 또는 올림피아 제우스의 사제는 세 부족에서 해마다 제비뽑기로 선택되는데 포도(폴리스+)대장이 지원하였다. 티몰레온의 개혁의 영향은 아우구스투스의 시절까지 지속되었다.
히케테스는 다시 카르타고를 움직여 (기원전 340년~ 339년) 7만 대군을 보내게 하였다. 군대는 릴리바에움(현재의 마르살라)에 상륙하였다. 약 1만 2000명의 중간 규모의 군단, 대부분 용병과 함께 티몰레오는 섬을 가로질러서 서쪽으로 셀리누스의 이웃으로 진군하였다.
그리고 결정적인 크리미수스의 승리를 획득하였고 장군 자신은 보병을 이끌고 적의 완패는 비와 눈보라로 완성되었다. 이 승리는 시칠리의 그리스인들에게 카르타고로부터의 오랫동안의 평화와 안전을 주었다.
그러나 카르타고는 한번 더 노력하여 약간의 용병을 보내어 티몰레온과 독재관사이의 불화를 지연시켰다. 그러나 그것은 히케테스의 패배로 종료되었으며 그는 체포되어 처형되었다.
카르타고는 그 후 기원전 338년 조약에 합의하였다. 이 조약에 의해 시칠리내의 카르타고는 할리쿠스(플라타니)의 서쪽에만 국한되었다. 그리고 카르타고는 독재관들에게 더이상의 원조를 제공하지 않았다.

## 참고 문헌
- 웨슬레이크, H.D. Timoleon and His Relations With Tyrants. Manchester: Manchester University Press, 1952 (hardcover, ISBN 0-7190-1217-1).
- 비크넬, P.J. "The Date of Timoleon's Crossing to Italy and the Comet of 361 B.C.", The Classical Quarterly, New Series, Vol. 34, No. 1. (1984), pp. 130–134.
- 탈버트, R.J.A. Timoleon and the Revival of Greek Sicily, 344–317 B.C. (Cambridge Classical Studies). New York: Cambridge University Press, 1975 (hardcover, ISBN 0-521-20419-4); 2008 (paperback, ISBN 0-521-03413-2).
- 본 문서에는 현재 퍼블릭 도메인에 속한 브리태니커 백과사전 제11판의 내용을 기초로 작성된 내용이 포함되어 있습니다.

### 주요 문헌
- Plutarch, Life of Timoleon.
- Cornelius Nepos, Timoleon.
- Diod. Sic., Historical Library, xvi.65‑90.